# Egon Backhaus
Egon Backhaus (* 25. März 1927 in Rieth (Luckow); † 5. Juli 2002) war ein deutscher Geologe.

## Leben

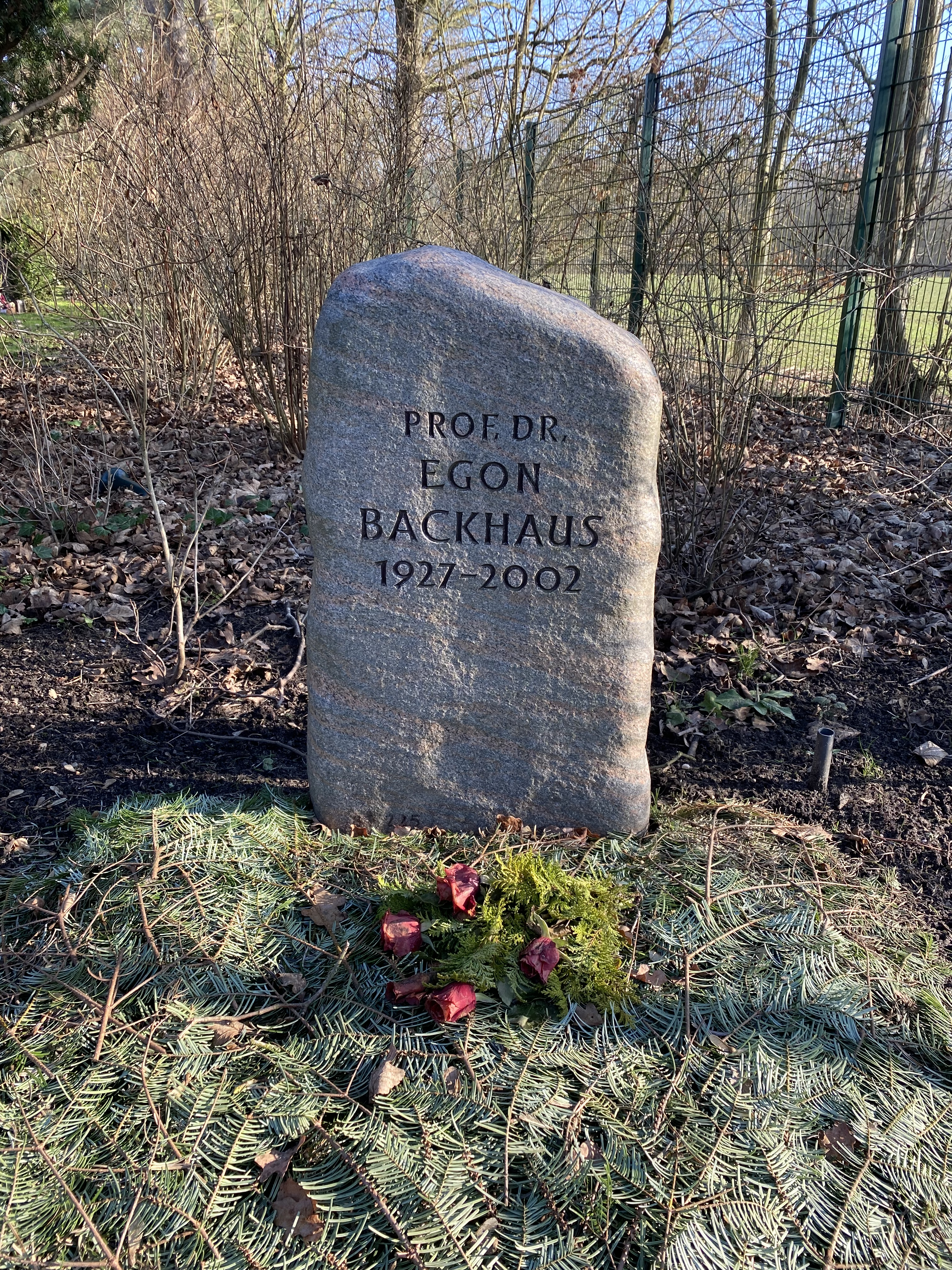
Grabstätte auf dem Friedhof Bergstedt

Backhaus war Experte für den Buntsandstein unter anderem im Odenwald, Reinhardswald und Solling.  Seit 1971 war er Professor an der TH Darmstadt.
In seiner Habilitation an der TH Darmstadt (1965) erforschte er die Stratigraphie des Buntsandsteins im Solling und gab der Schichtenfolge im oberen Buntsandstein zwischen mittleren Buntsandstein und Röt den Namen Solling-Folge. Durch Untersuchung von Sedimentmächtigkeiten wies er die Existenz einer Rhön-Schwelle in der Trias nach.
Seine letzte Ruhestätte erhielt Egon Backhaus in Hamburg auf dem dortigen Friedhof Bergstedt.

## Schriften
- mit H. Lohmann und H. Regenhardt: Der mittlere Buntsandstein im Reinhardswald (Hessen). In: Notizbl. Hessisches Landesamt Bodenforschung. 86, 1958, S. 196–201. (online)
- Zur Neugliederung des Odenwälder Buntsandsteins und ein Vergleich mit Nordhessen und Thüringen. In: Neues Jb. Geologie Paläontologie. Monatshefte. 1960, S. 292–313.
- als Herausgeber: Beiträge zur Geologie des Aschaffenburger Raumes. Festgabe zur 88. Jahrestagung des Oberrheinischen Geologischen Vereins von 28. März bis 1. April 1967 in Aschaffenburg. (= Veröffentlichungen des Geschichts- und Kunstvereins Aschaffenburg. Band 10). Paul Pattloch Verlag. 1967. (auch Exkursionsführer)
- Die Solling-Folge (Oberer Buntsandstein) zwischen oberer Fulda und unterem Neckar. In: Zeitschrift der Deutschen Geologischen Gesellschaft. Band 118, 1969, S. 193–206.
- Zur Geologie des Grenzgebietes zwischen Solling-Scholle und Elfas-Gewölbe (Mtbl. Stadtoldendorf-Dassel). In: Geolog. Jahrbuch. 84, 1967, S. 755–792.
- Fazies, Stratigraphie und Paläogeographie der Solling-Folge (Oberer Buntsandstein) zwischen Odenwald-Rhön und Thüringer Wald. In: Oberrheinische Geolog. Abh. 17, 1968. (Habilitation 1965)
- Die Rhön-Schwelle während der Trias.  In: Nachr. d. Dt. Geol. Ges. 1970, S. 33–34,
- mit K. Reul: Der Mittlere und Obere Buntsandstein im Bereich der Rhön-Schwelle. In: Notizbl. d. hess. Landesamtes f. Bodenforschung. Band 99, 1971, S. 142–192.
- Die geologische Deutung der Felsschüsseln (Opfersteine) im Buntsandstein der Pfalz, mittels Stoffwanderungen. In: Notizblatt des Hessischen Landesamtes für Bodenforschung. 101, 1973.
- Der Buntsandstein im Odenwald. In: G. C. Amstutz, S. Meisl, E. Nickel (Hrsg.): Mineralien und Gesteine im Odenwald. (= Aufschluß Sonderband. 27). 1975, S. 299–320.
- The Permian/Triassic Boundary in the Continental Area of Middle Europe. In: Proc. Nato Advanced Study Inst. Mainz 1975.
- Geologische Karte des Reinhardswaldes 1:50.000, mit Erläuterungen. Hessisches Landesamt f. Bodenforschung, Wiesbaden 1980.
- mit Michael Bindig: Faziesanalytische Definition  der lithostratigraphischen Einheiten der Solling-Formation (Buntsandstein, Hessische Senke). In: Zentralblatt Geol. Paläont. Teil 1, 1990, S. 1587–1602.
- Der Einfluß der Tektonik und des skythisch-anisischen Meeresspiegelanstiegs auf die Faziesgliederung des Oberen Buntsandsteins im Germanischen Triasbecken. In: Z. dt. Geolog. Ges. 145, 1994, S. 325–342.